# Grand Prix Formule 1 van de Pacific 1995
De Grand Prix Formule 1 van de Pacific 1995 werd verreden op 22 oktober 1995 op het Okayama International Circuit bij Mimasaka (Japan).
Oorspronkelijk moest de race plaatsvinden op 16 april, maar in januari vond in Japan de Hanshin-aardbeving plaats. Deze vernietigde de stad Kobe en de infrastructuur en communicatielijnen. De lokale autoriteiten vonden het dan ook niet passend om een Formule 1-race te organiseren, terwijl er nog heel wat werk te doen was in en rond Kobe. De race werd daarom op 22 oktober georganiseerd.

## Verslag

### Kwalificatie
David Coulthard behaalde de pole-position, voor Damon Hill en Michael Schumacher. Hierachter stonden Jean Alesi en Gerhard Berger. Eddie Irvine vertrok vanop de zesde startplaats, voor Johnny Herbert.

### Race
Coulthard nam de leiding bij de start, terwijl Schumacher Hill probeerde in te halen. De Brit hield Schumacher af, maar terwijl hij dit deed kon Alesi opschuiven naar de tweede plaats. Schumacher kon niet opschuiven tot de eerste reeks pitstops in de achttiende ronde. Hij wist hiermee voorbij Hill en Alesi te gaan en kon de jacht op Coulthard openen. Coulthard had behoorlijk wat problemen met het dubbelen van de achterliggers waardoor Schumacher snel dichterbij kon komen.
In de 51ste ronde, na Coulthards tweede stop, leidde Schumacher, maar de Duitser moest zijn tweede pitstop nog maken. Zijn laatste ronde voor hij de pits in ging was de snelste raceronde en gecombineerd met een snelle pitstop kon hij terug op het circuit komen met vier seconden voorsprong op Coulthard. Schumacher eindigde de race uiteindelijk met 15 seconden voorsprong op Coulthard, een overwinning waarmee hij zich van de tweede wereldtitel verzekerde.
Hill werd derde, na nog een incident met Irvine, die zijn voorvleugel hierbij beschadigde. Alesi viel terug naar de vijfde plaats, één plaats lager dan zijn teamgenoot Berger. Herbert pakte het laatste puntje.

## Uitslag
| Positie | Nr | Rijder                   | Team               | Ronden | Tijd/Opgave         | Startplaats | Punten |
| ------- | -- | ------------------------ | ------------------ | ------ | ------------------- | ----------- | ------ |
| 1       | 1  | Michael Schumacher       | Benetton-Renault   | 83     | 1:48:49.972         | 3           | 10     |
| 2       | 6  | David Coulthard          | Williams-Renault   | 83     | +14.920             | 1           | 6      |
| 3       | 5  | Damon Hill               | Williams-Renault   | 83     | +48.333             | 2           | 4      |
| 4       | 28 | Gerhard Berger           | Ferrari            | 82     | +1 Ronde            | 5           | 3      |
| 5       | 27 | Jean Alesi               | Ferrari            | 82     | +1 Ronde            | 4           | 2      |
| 6       | 2  | Johnny Herbert           | Benetton-Renault   | 82     | +1 Ronde            | 7           | 1      |
| 7       | 30 | Heinz-Harald Frentzen    | Sauber-Ford        | 82     | +1 Ronde            | 8           |        |
| 8       | 26 | Olivier Panis            | Ligier-Mugen-Honda | 81     | +2 Rondes           | 9           |        |
| 9       | 7  | Mark Blundell            | McLaren-Mercedes   | 81     | +2 Rondes           | 10          |        |
| 10      | 8  | Jan Magnussen            | McLaren-Mercedes   | 81     | +2 Rondes           | 12          |        |
| 11      | 15 | Eddie Irvine             | Jordan-Peugeot     | 81     | +2 Rondes           | 6           |        |
| 12      | 4  | Mika Salo                | Tyrrell-Yamaha     | 80     | +3 Rondes           | 18          |        |
| 13      | 23 | Pedro Lamy               | Minardi-Ford       | 80     | +3 Rondes           | 14          |        |
| 14      | 3  | Ukyo Katayama            | Tyrrell-Yamaha     | 80     | +3 Rondes           | 17          |        |
| 15      | 24 | Luca Badoer              | Minardi-Ford       | 80     | +3 Rondes           | 16          |        |
| 16      | 22 | Roberto Moreno           | Forti-Ford         | 78     | +5 Rondes           | 22          |        |
| 17      | 21 | Pedro Diniz              | Forti-Ford         | 77     | +6 Rondes           | 21          |        |
| NF      | 14 | Rubens Barrichello       | Jordan-Peugeot     | 67     | Elektrisch probleem | 11          |        |
| NF      | 9  | Gianni Morbidelli        | Arrows-Hart        | 63     | Motor               | 19          |        |
| NF      | 10 | Taki Inoue               | Arrows-Hart        | 38     | Elektrisch probleem | 20          |        |
| NF      | 17 | Andrea Montermini        | Pacific-Ilmor      | 14     | Versnellingsbak     | 23          |        |
| NF      | 25 | Aguri Suzuki             | Ligier-Mugen-Honda | 10     | Spin                | 13          |        |
| NF      | 29 | Jean-Christophe Boullion | Sauber-Ford        | 7      | Spin                | 15          |        |
| NF      | 16 | Bertrand Gachot          | Pacific-Ilmor      | 2      | Versnellingsbak     | 24          |        |

## Wetenswaardigheden
- Ukyo Katayama reed opnieuw voor Tyrrell na zijn ongeluk in de Grand Prix van Portugal.
- Mika Häkkinen kon niet rijden door een blindedarmoperatie en werd vervangen door Jan Magnussen.
- Bertrand Gachot nam opnieuw de plaats in van Jean-Denis Délétraz bij Pacific.

## Statistieken
| Pole-position | David Coulthard    | Williams-Renault | 1:14.013 |
| Snelste ronde | Michael Schumacher | Benetton-Renault | 1:16.374 |

## Noot
- Dit was het debuut van de Deense coureur Jan Magnussen.
- Tweehonderdste Grand Prix-start voor een Finse coureur.
- Honderdste Grand Prix-start voor Jean Alesi. Hiermee was Alesi de 38ste coureur die minstens 100 Grands Prix had gereden.
- Vijfde pole position voor David Coulthard.
- Dit was de tweede overwinning van de Grote Prijs van de Pacific voor Michael Schumacher (eerder gewonnen in 1994) en hiermee vestigde hij een nieuw record. Hij werd namelijk de eerste meervoudige winnaar van Grote Prijs van de Pacific. Omdat deze race niet meer werd gehouden als onderdeel van het FIA Formule 1-wereldkampioenschap, zou Schumacher als enige winnaar te boek staan.

1994 · 1995